# Facciata a capanna

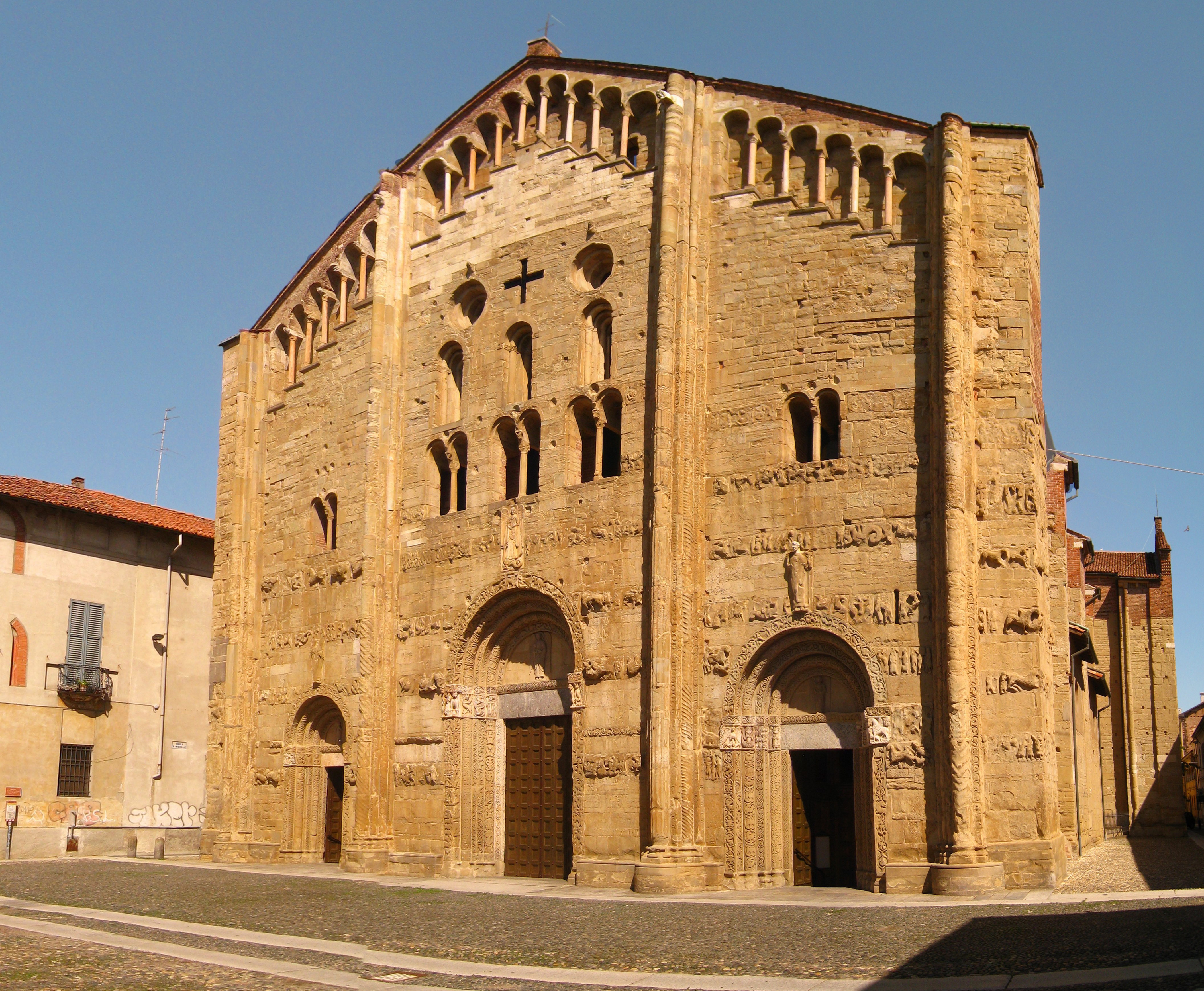
Facciata di chiesa a tre navate: San Michele a Pavia

La facciata a capanna, chiamata anche “facciata a doppio spiovente”, è un termine architettonico usato per definire la forma della facciata di un edificio, solitamente una chiesa, quando, come suggerisce il termine stesso, la copertura presenta solo due spioventi.
In una chiesa, la presenza di una facciata a capanna non implica necessariamente che l'ambiente interno sia costituito da un'unica navata e la facciata può pertanto celare un'articolazione più complessa del corpo principale, come nel caso della basilica di San Michele Maggiore a Pavia, le cui tre navate sono precedute da una facciata a capanna.
Spesso corrisponde a una struttura interna ad Hallenkirche o chiesa a sala, in cui la navata centrale è alta quanto le navate laterali, o di poco più alta come nel Duomo di Pienza.